# 大圣库唐
大圣库唐（法語：Saint-Coutant-le-Grand，法語發音：[sɛ̃ kutɑ̃ lə ɡʁɑ̃]）是法国滨海夏朗德省的一个市镇，位于该省中部偏北，属于罗什福尔区。

## 地理
大圣库唐（45°57'14"N, 0°46'8"W）面积12.8 平方千米，位于法国新阿基坦大区滨海夏朗德省，该省份为法国西部滨海省份，北起旺代省，西临大西洋，南至吉倫特省，东南接多爾多涅省，东北接德塞夫勒省接壤，东临夏朗德省。
与大圣库唐接壤的市镇（或旧市镇、城区）包括：尚多朗、吕桑、莫拉涅、皮迪拉克、托奈布托讷。

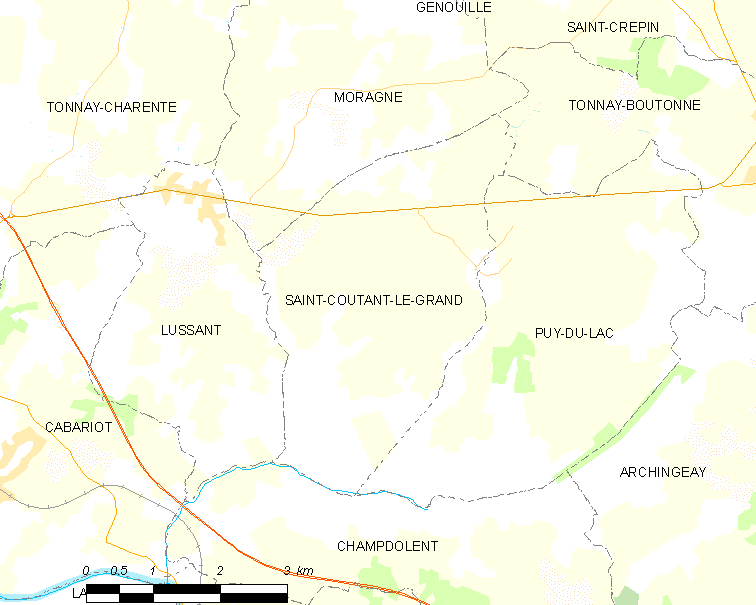
大圣库唐的OSM定位图

大圣库唐的时区为UTC+01:00、UTC+02:00（夏令时）。

## 行政
大圣库唐的邮政编码为17430，INSEE市镇编码为17320。

## 政治
大圣库唐所属的省级选区为托奈夏朗德县。

## 人口

1962-2008年间大圣库唐人口变化图示

大圣库唐于2022年1月1日时的人口数量为416人。